# 環景大樓
環景大樓（Panorama Tower）是位於美國佛羅里達州邁阿密的一座摩天大樓，高868英尺（265），85層樓。大樓於2018年完工，取代邁阿密四季酒店成為邁阿密第一高樓。